# Frieda Loebenstein
Frieda Loebenstein   (Hildesheim, 16 de maig de 1888 - 6 de maig de 1968) va ser professora de música alemanya-brasilera.

## Biografia
Loebenstein era filla de Sofie i Lehmann Löbenstein i la seva germana gran era la matemàtica Klara Löbenstein. El 1904 es va graduar a l'escola secundària municipal per a noies de Hildesheim i va adquirir la seva formació musical i pedagògica musical a instituts privats. Al seminari de cant escolar de l'Associació Tonikado a Hannover, va estudiar el mètode Tonika-Do desenvolupat per Agnes Hundoegger, que aleshores significava "una revolució en l'educació musical". Loebenstein va ser un de les primeres estudiants d'aquesta escola. Va començar a tocar el piano de petita i va donar classes de piano als 13 anys. El 1912 va començar a estudiar música al Conservatori Stern de Berlín, especialitzant-se en piano i centrant-se en la teoria i el cor. El 1921 es va convertir en professora de formació auditiva aquí. El 1926 va rebre un professorat de pedagogia del piano a la State Academic University of Music de Berlín. Aquí també va ensenyar música gratuïta durant un any a nens de 5 a 13 anys amb antecedents pobres. L'1 de març de 1933 va ser acomiadada pel seu origen jueu. Després va ensenyar en privat. També el 1933 va decidir convertir-se a l'Església catòlica. Es va unir a les Germanes Johanness de Berlín com a novícia. Durant aquest temps es va submergir pràcticament i teòricament en el cant gregorià, sobre el qual va publicar un llibre el 1936.
Amb l'ajut de les Germanes Johanness i l'Ordinari de Berlín, el 1939 va aconseguir emigrar a São Paulo, al Brasil. Allà es va unir a la comunitat de dones benedictines a l'Abadia de Santa Maria l'agost de 1939. Quan estava revestida o després de la seva professió el 1941, se li va donar el nom religiós Irma Paula. Més tard, va crear una escola de música, on va combinar i ensenyar el mètode Tonika-Do amb la solmització de Guido d'Arezzo, una tècnica musical de dibuix a mà similar al mètode Tonika-Do.
A São Paulo, on va morir, va rebre el seu nom un carrer anomenat Rua Irmã Paula Loebenstein.

## Escrits
Els seus escrits pedagògics per a piano s'han reeditat diverses vegades fins avui:
- 1927: Primeres lliçons de piano. Un curs per desenvolupar el musical a les primeres classes de piano. Christian Friedrich Vieweg, Berlín-Lichterfelde. 2a edició 1928. Edició A per a professors, Edició B: per a estudiants.
- 1929: Educació musical a través del piano. Assaig a Melos 1929
- 1930: Nova música en l'educació musical dels nens. Assaig a Melos 1930
- 1932: El piano a l'obra del més petit. Reeditat el 1960
- 1936: cant gregorià en essència i execució. En col·laboració amb el benedictí i estudiant Paul Hindemith's Corbinian Gindele